# 沙特莱-大堂站
沙特莱-大堂站（法語：Gare de Châtelet - Les Halles）是法國巴黎区域快铁（RER）最大的换乘站，座落在巴黎第一区巴黎大堂的地底，得名于沙特莱广场和巴黎大堂。此站还与巴黎地铁沙特莱站和大堂站连接。

## 车站交通
， 和  在此站交汇，使得旅客可以方便的来往巴黎市区和法兰西岛近郊各省。另外，车站南边连接巴黎地铁沙特莱站，这样一个换乘系统就包括3条区域快铁和5条地铁，而成为了世界上最大的地下换乘系统。每个工作日，车站客流量达75万人次，其中49万3千人换乘区域快铁，高峰期，仅一个小时就有120班列车从此站出入。
- 在工作日高峰期每小时24-30班，工作日非高峰时段每小时18班，节假日每小时12班，深夜每小时8班。

- 在工作日高峰期每小时20班，工作日非高峰时段和节假日每小时12班，深夜每小时8班。

- 在工作日高峰期每小时12班，工作日非高峰时段和节假日每小时6-8班（星期日4班），深夜每小时2-4班。

## 车站构造和设施

上方：区域快铁沙特莱站
左上方：地铁4号线大堂站
下方：地铁1,4,7,11,14号线沙特莱站

车站座落在巴黎大堂--欧洲最大地下商业广场地底，由多个支柱支撑，空间广阔。3条快铁自西向东平行排列，线路左上右下。设有4个月台和7条铁轨。中间2个岛式月台供   停靠（最中间的轨道为机动轨道，南北两通）东面的1个岛式月台供  东行方向和  南行方向进行跨月台换乘，西面另一个供相反方向转车。 的铁轨在最两端， 的铁轨在最中间。
一些旅客认为，该车站的构造设施存在一些不便之处，譬如：
- 月台支柱遮挡视线，增加了人们的不安全感；
- 照明设施不足；
- 月台宽度不够大，无法应对高峰期的人潮；
- 换乘大厅往月台入口布局不合理。
- 在车站南边有有一个很长的滚梯通道供乘客前往沙特莱车站转乘地铁，不过由于这一长段路及周边的通道建造不当，弯角过多，使得转乘看起来像是走迷宫。

月台的上层是换乘大厅，大厅内设有不少商店，这种情况在巴黎铁路系统当中并不多见。由于建造年代久远和缺乏维护，大厅的不少设施严重老化和破旧。

## 转乘地铁
- 沙特莱站：。
- 大堂站：。

## 翻新和未来计划
2009年7月，巴黎大众运输公司在转乘大厅内安装了10个液晶显示屏，滚动显示地铁和RER的当前线路状况，以方便通勤族搭乘列车。据悉，这项工程将陆陆续续代替目前巴黎市区铁路交通现有的信息系统，预计到2012年，安装的此类信息屏将达到3000个。
大众运输还计划在2011年开始对车站进行大规模改造翻新，工程预计在2015年完工。